# Marius Adrianus Brandts Buys sr.

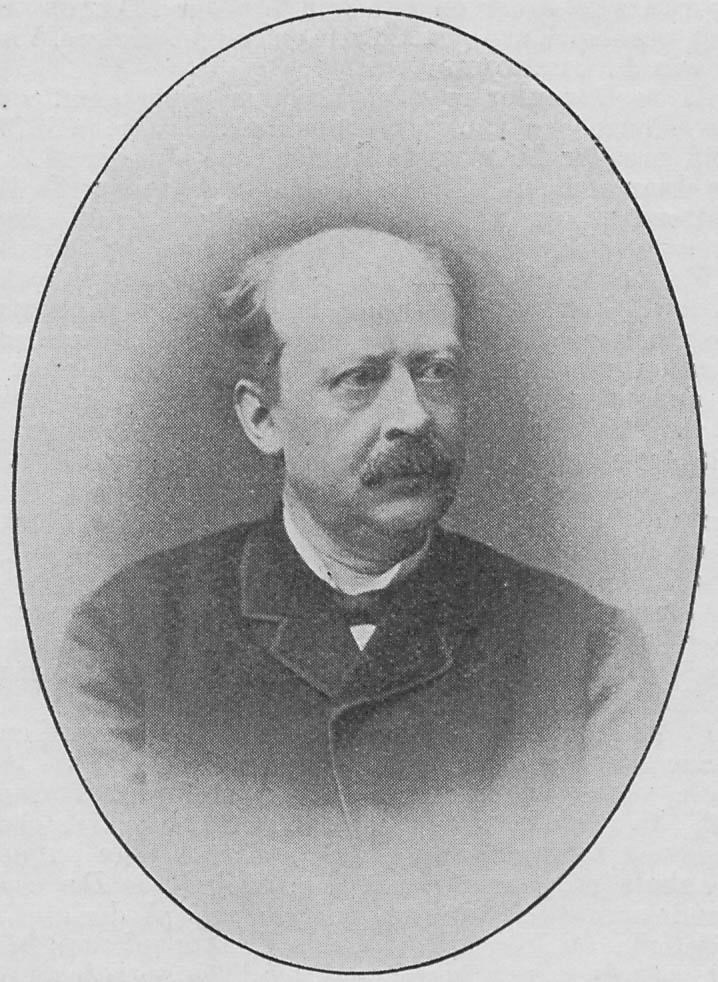
Marius Adrianus Brandts Buys sr.

Marius Adrianus Brandts Buijs sr. (Deventer, 13 oktober 1840 - Eerbeek, 13 januari 1911) was een Nederlandse organist en musicus. Hij was de zoon van Cornelis Alijander Brandts Buys en Johanna Wilhelmina Bosch Morison. Hij groeide op in een bij uitstek muzikale familie van organisten en componisten (van vooral protestantse kerkmuziek). Zijn vader Cornelis Alijander was organist in de Lebuïnuskerk te Deventer en dirigent van diverse plaatselijke koren. Ook zijn jongere broers Ludwig Felix en Henri François Robert zouden een carrière in de muziek kiezen.
Marius werd zelf eerst organist in Franeker en werd in 1864 benoemd tot organist en beiaardier te Zutphen, hij was daar tevens dirigent, alsmede in Deventer en componeerde daarnaast veel kleinere liederen, koorwerkjes, kinderliederen en werken voor orgel en klavier. In 1873 richtte hij het Toonkunstkoor in Zutphen op, waar zijn broer Ludwig Felix als eerste op zou treden als dirigent vanwege een ziekbed van Marius. Marius' huis aan de Zutphense Zaadmarkt stond open voor reizende kunstenaars die de stad bezochten. Zo kwamen Henryk Wieniawski, Edvard Grieg, Richard Hol en Johan Wagenaar weleens over de vloer.
Een lied van zijn hand werd opgenomen in de populaire liedbundel Kun je nog zingen, zing dan mee. De eerste regels luiden: "Hoû zee, hoû zee, hoû moedig zee!" Het lied werd in de uitgaven vanaf 1941 niet meer opgenomen omdat "Houzee!" de strijdkreet van de NSB was.
Hij verzorgde muzieknotatie in de kinderliedbundel Nederlandsche baker- en kinderrijmen van Johannes van Vloten.
De melodie van het door hem gecomponeerde Aan mijn Vaderland werd in 1925 door Isaak Samuel Kijne gebruikt voor Hai tanahkoe Papoea (O mijn land Papoea), het volkslied van Nederlands Nieuw Guinea.
Op 20 november 1867 trouwde hij in Zutphen met Susanna Catharina Quanjer. Ze kregen zeven kinderen, van wie de zonen Jan en Marius Adrianus jr. ook de familietraditie in muziek zouden voortzetten. Zijn vriendschap met Grieg bleek later erg bevorderlijk voor de carrière van zijn oudste zoon Jan, die de bekendste componist uit deze familie zou worden.